# Марк Ноній Бальб Молодший
Марк Ноній Бальб Молодший (лат. Marcus Nonius Balbus;? — близько 79) — державний та військовий діяч часів ранньої Римської імперії, проконсул, претор, народний трибун.

## Життєпис
Походив з роду Homo novus Ноніїв, його гілки Бальбів. Син Марка Нонія Бальба, народного трибуна 32 року до н. е., та Віцирії Архаїс, представниці заможного роду Нуцеріїв. Народився в Геркуланумі. Про молоді роки замало відомостей. Під час громадянської війни батько підтримав Гая Юлія Цезаря проти Гнея Помпея Великого. Згодом став прихильником Октавіана Августа.
Прихильність Октавіана та Тиберія сприяла кар'єрі Бальба Молодшого. Його обрано претором, потім керував провінцією Крит і Киренаїка зі статусом проконсула. Після землетрусу 62 року, який суттєво пошкодив рідне місто, Бальб доклав значних коштів та зусиль задля його відродження. Він відновив міські стіни і ворота, а також побудував (або відновив) базиліку, що одержала, судячи з мармурової таблички 61 року, його ім'я — «базиліка Ноніана». У Геркуланумі йому належав великий будинок, який незадовго до виверження Везувію 79 року був поділений на три частини: будинок з рельєфом Телефа, будинок Геми і будинок Марка Пілія Прімігена Гранарія.
Втім помер напевне до 79 року. За пропозицією дуумвіра Марка Офіллія Целера декретом місцевого сенату посмертно Бальба було удостоєно виняткової пошани. На міському форумі й у театрі було поставлено кілька скульптурних зображень його самого та близьких родичів: статуї Марка Бальба Старшого і Бальба Молодшого в тогах, дві кінні статуї, а також статуї матері Віцирії, його дружини, Воласеннії, і трьох його дочок. У місцевому театрі за ним посмертно було залишено одне з сидінь, на якому було вирізано його ім'я. На великій терасі за міськими термами на честь Нонія було споруджено вівтар з написом, на якому було спалено його тіло; теракотова урна з попелом була замурована всередині вівтаря (крім попелу, археологи виявили в урні фалангу вказівного пальця без слідів полум'я). За вівтарем на кошти вольноотпущенника Марка Нонія Волузіана була встановлена статуя патрона в лориці.